# 順化文廟
16°27′12″N 107°32′20″E / 16.453278°N 107.538811°E
文圣庙，即顺化文庙（Văn Miếu Huế），位于越南顺化市，始建于阮朝嘉隆七年（1808年）。坐落在顺化京城西郊，香江北岸，距顺化市区7公里。受越南战争战事波及，包括大成殿在内的大部分建筑已夷为平地。

## 历史
前身是阮主为内路地区修建的文庙，起初位于富春城朝山村（Làng Triều Sơn）。1770年，定王阮福淳时期，迁至隆湖社（Xã Long Hồ）。阮朝嘉隆七年（1808年）迁至现址的安平村（Thôn An Bình）内，原庙改为启圣祠（Khải Thánh Từ），供奉孔子祖先。自明命三年（1822年）起，至启定四年（1919年）取缔科举，阮朝历次会试的进士题名碑皆立于庙内。
文庙前后共经七次修缮扩建，最后一次是成泰十五年（1903年）。1947年，法军进驻顺化，在此扎营，庙内圣像、器物皆移至天姥寺保存。受越南战争战事波及，包括大成殿在内的大部分建筑已夷为平地。
2022年，承天顺化省人民委员会通过“修补、修缮、适当复建文庙遗址”（Tu bổ, tôn tạo, phục hồi thích nghi di tích Văn Miếu）决议，修缮项目预算660亿越南盾，为期三年。

## 建筑
庙内原建有棂星门、文庙门、大成门、大成殿、东庑、西庑、神厨、神库、有文堂、惟礼堂、土地公庙等建筑。现存棂星门、文庙门、大成门、进士碑、圣谕碑。
大成殿为顺化官式风格大殿，重簷叠屋结构，长32米，宽25米。殿内供奉孔子及四配。殿前立两块圣谕碑，分别是圣祖仁皇帝谕：宫监不得列缙绅；宪祖章皇帝谕：外戚不得参政。
庙内现存32块进士题名碑，刻有293位进士的姓名。
庙门外有棂星门，上书“道在两间”“卓越千古”。

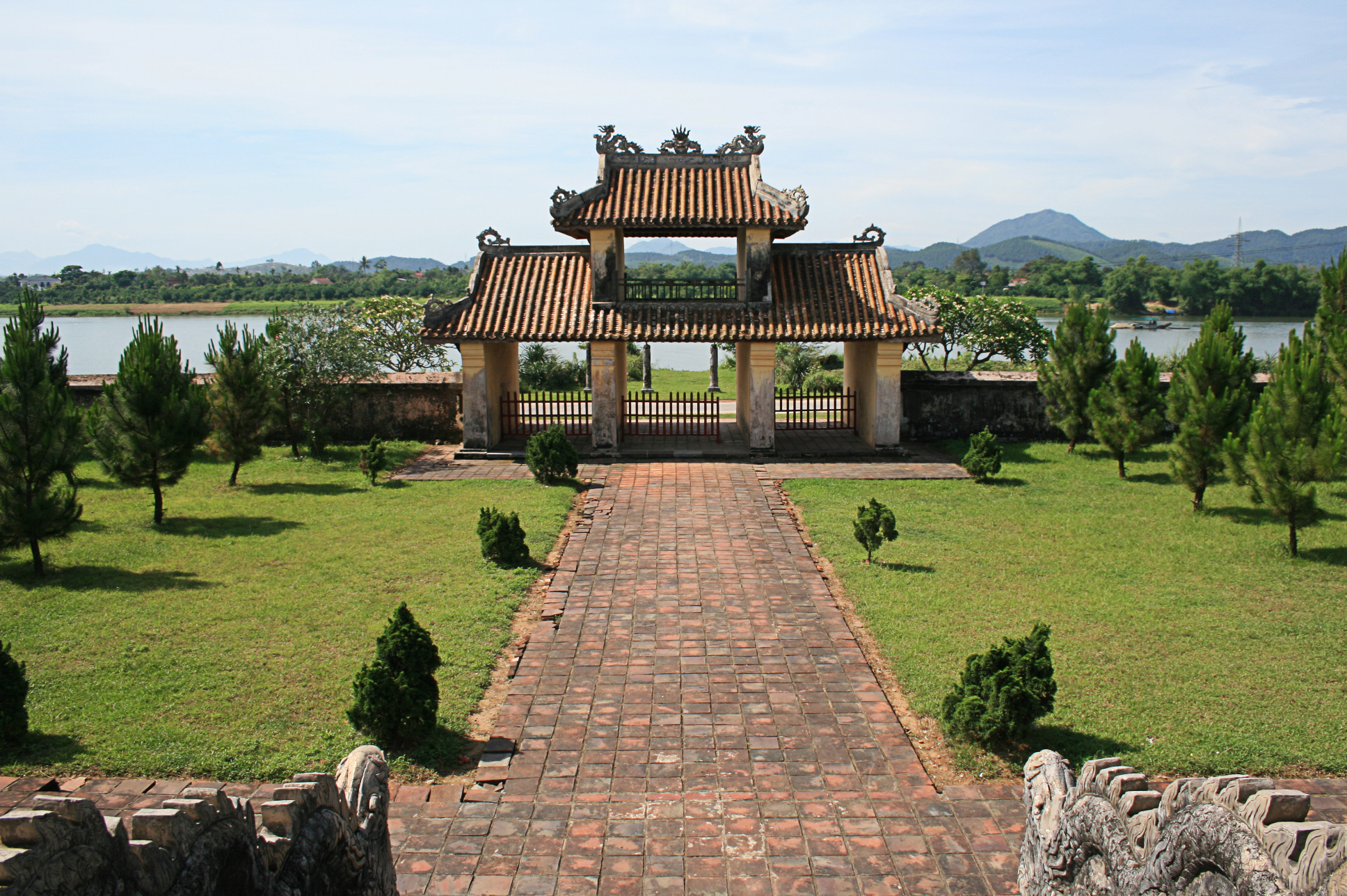
文庙门
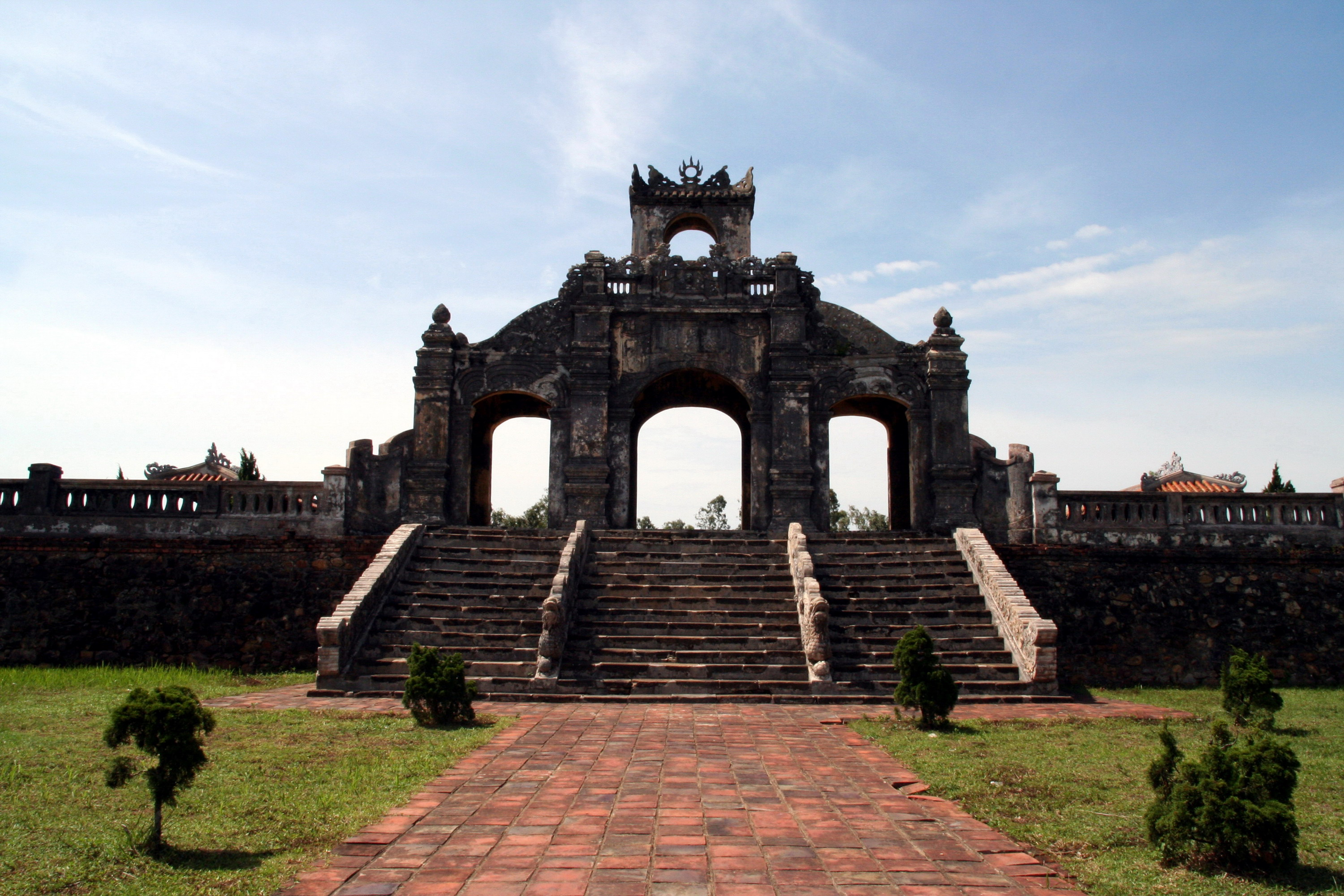
大成门
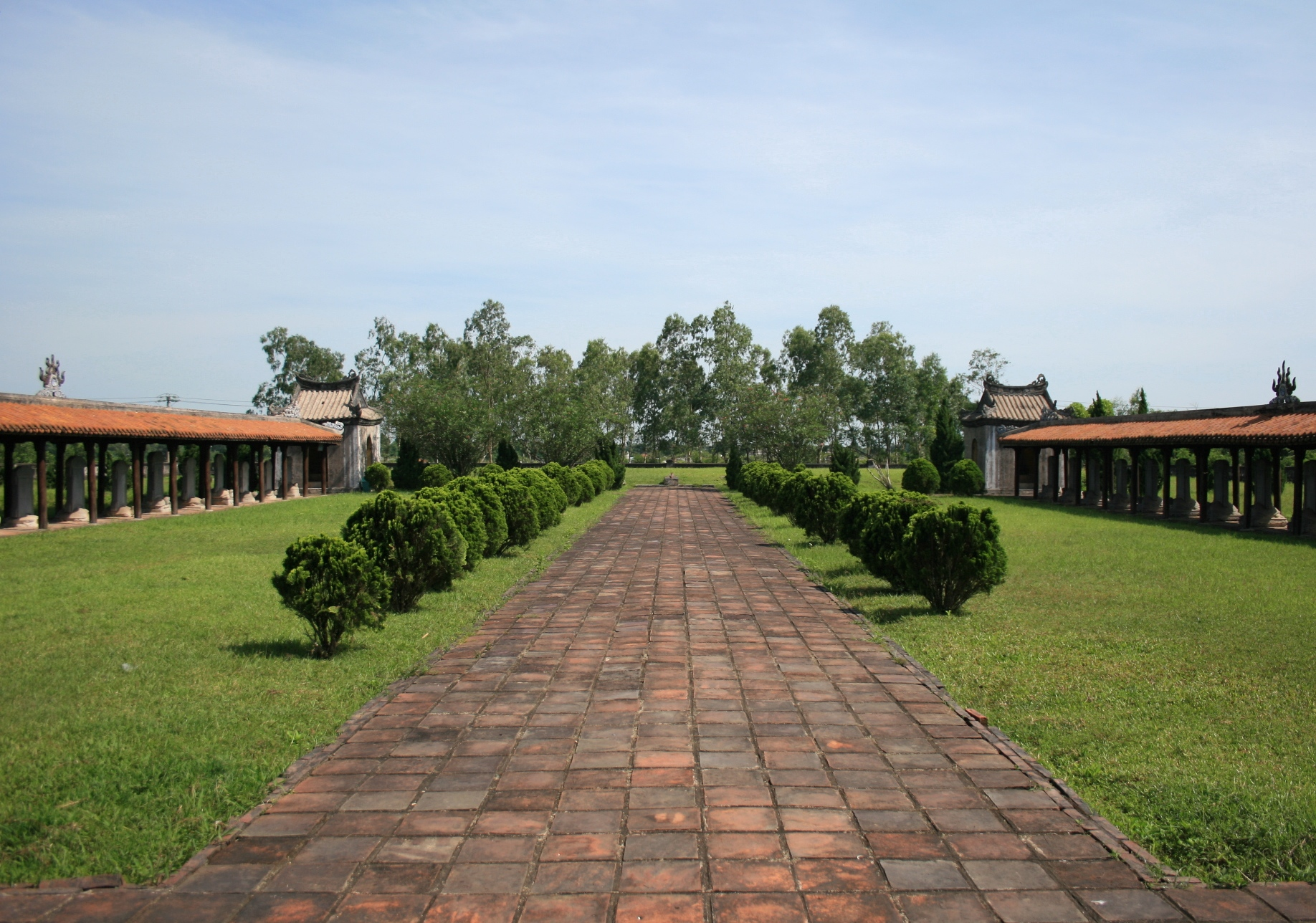
碑廊
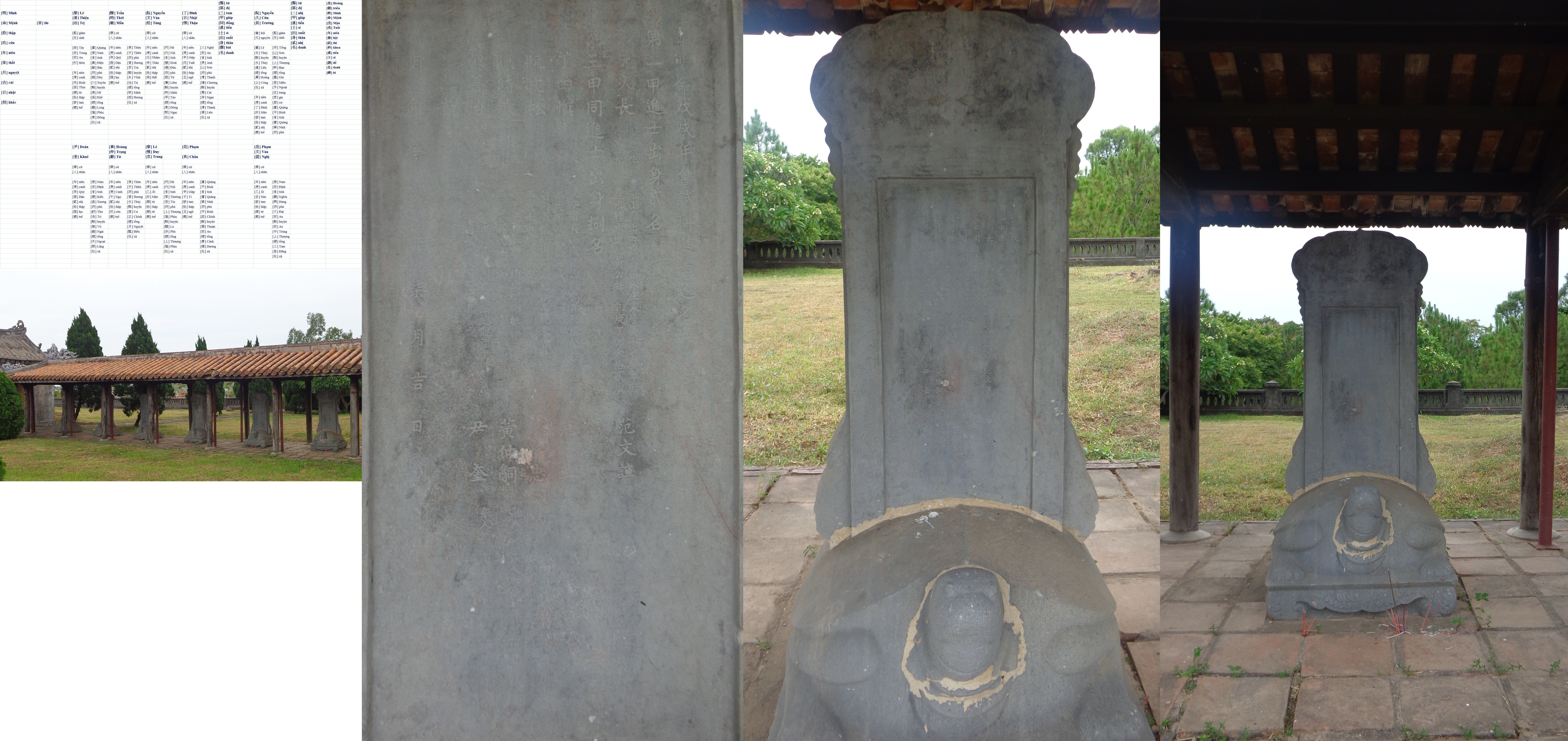
进士题名碑
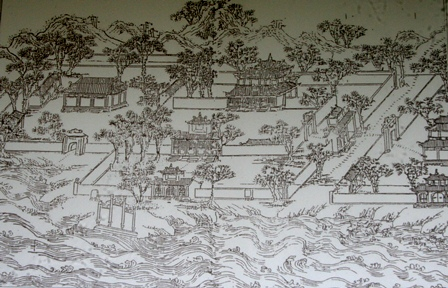
1844年所绘之文庙全景图